# 정재환 (1906년)
정재환(鄭在煥, 1906년 ~ 1976년)은 대한민국의 법조인, 교육자이다. 호는 석당(石堂). 경상남도 남해 출생. 동아대학교의 설립자이다. 제6대 법무부 차관을 역임하였다. 일제강점기에 검사를 지냈던 이력이 문제 되어 친일인명사전에 수록되었다.

## 약력
- 1936년 리츠메이칸 대학 법률학과 졸업
- 1940년 일본 고등문관시험 사법과 합격
- 1946년 재단법인 동아학숙 및 동아대학 설립
- 1952년 법무부 차관 취임
- 1959년 동아대학교 종합대학 승격, 초대 총장 취임